# 9732 Юхновський
9732 Юхновський (9732 Juchnovski) — астероїд головного поясу, відкритий 24 вересня 1984 року.
Тіссеранів параметр щодо Юпітера — 3,612.